# Menhir de Capdoubos
Le menhir de Capdoubos, appelé aussi Peyre Lounque, est un menhir situé sur la commune de Sainte-Colombe, dans le département des Landes, en Nouvelle-Aquitaine.

## Description
Le menhir de Capdoubos est un monolithe en grès éocène de Coudures. Il mesure environ 4 m de haut, 3,10 m de large et 1,55 m d'épaisseur.

## Folklore
La légende rapporte qu'une fée portait cette pierre longue (peyre lounque) comme quenouille. Elle croisa en chemin un vieillard qui lui demanda :

« - Oun t'en bas ? (Où t'en vas-tu ?)

- Que m'en baou à Dax (Je m'en vais à Dax) répondit-elle.

- Se disèbes sé Diu plats ? (Si tu dis vrai, plait-il à Dieu ?)

- Q'ou plasy ou nou plasy, peyre lounque qu'anira à Dax (Qu'il lui plaise ou non, la pierre longue ira à Dax)»

Le vieillard qui était dieu lui-même lui ordonna alors de laisser la pierre sur place. »

Toujours selon la légende, aux douze coups de minuit, la pierre longue saute douze fois.